# 1988-as magyar úszóbajnokság
Az 1988-as magyar úszóbajnokságot augusztusban rendezték meg a Komjádi Béla Sportuszodában

## Eredmények

### Férfiak
| Versenyszám            | Arany                                                              | Arany    | Ezüst                                                                    | Ezüst    | Bronz                                                               | Bronz    |
| ---------------------- | ------------------------------------------------------------------ | -------- | ------------------------------------------------------------------------ | -------- | ------------------------------------------------------------------- | -------- |
| 50 m gyorsúszás        | Kálló István BVSC                                                  | 24,60    | Kovács László Bp. Honvéd                                                 | 24,68    | Gál Tibor Ferencvárosi TC                                           | 24,83    |
| 100 m gyorsúszás       | Szilágyi Zoltán Bp. Honvéd                                         | 52,57    | Kalaus Valter Bp. Honvéd                                                 | 52,90    | Ágh Norbert Bp. Honvéd                                              | 52,94    |
| 200 m gyorsúszás       | Ágh Norbert Bp. Honvéd                                             | 1:51,18  | Szilágyi Zoltán Bp. Honvéd                                               | 1:52,19  | Kalaus Valter Bp. Honvéd                                            | 1:53,03  |
| 400 m gyorsúszás       | Szilágyi Zoltán Bp. Honvéd                                         | 3:53,22  | Kalaus Valter Bp. Honvéd                                                 | 3:53,65  | Ágh Norbert Bp. Honvéd                                              | 3:54,17  |
| 1500 m gyorsúszás      | Kalaus Valter Bp. Honvéd                                           | 15:38,16 | Kiss Tibor BVSC                                                          | 15:46,09 | Ágh Norbert Bp. Honvéd                                              | 15:53,33 |
| 50 m hátúszás          | Darnyi Tamás Újpesti Dózsa                                         | 27,46    | Deutsch Tamás Bp. Honvéd                                                 | 27,80    | Gál Tibor Ferencvárosi TC                                           | 27,90    |
| 100 m hátúszás         | Darnyi Tamás Újpesti Dózsa                                         | 58,93    | Deutsch Tamás Bp. Honvéd                                                 | 59,03    | Gál Tibor Ferencvárosi TC                                           | 59,61    |
| 200 m hátúszás         | Darnyi Tamás Újpesti Dózsa                                         | 2:03,31  | Deutsch Tamás Bp. Honvéd                                                 | 2:04,81  | Balajti Zoltán Újpesti Dózsa                                        | 2:05,92  |
| 50 m mellúszás         | Güttler Károly Újpesti Dózsa                                       | 29,59    | Debnár Tamás BVSC                                                        | 29,82    | Veszeli Gábor Újpesti Dózsa                                         | 30,41    |
| 100 m mellúszás        | Debnár Tamás BVSC                                                  | 1:03,68  | Güttler Károly Újpesti Dózsa                                             | 1:03,92  | Szabó József Bp. Honvéd                                             | 1:05,77  |
| 200 m mellúszás        | Debnár Tamás BVSC                                                  | 2:17,40  | Szabó Péter BVSC                                                         | 2:17,94  | Güttler Károly Újpesti Dózsa                                        | 2:18,40  |
| 50 m pillangóúszás     | Darnyi Tamás Újpesti Dózsa                                         | 26,17    | Kálló István BVSC                                                        | 26,27    | Deutsch Tamás Bp. Honvéd                                            | 26,57    |
| 100 m pillangóúszás    | Kálló István BVSC                                                  | 57,10    | Kovács László Bp. Honvéd                                                 | 57,92    | Bene Károly Dunaújvárosi Kohász                                     | 58,18    |
| 200 m pillangóúszás    | Darnyi Tamás Újpesti Dózsa                                         | 2:02,14  | Kiss Tibor BVSC                                                          | 2:03,10  | Kalaus Valter Bp. Honvéd                                            | 2:03,27  |
| 200 m vegyes úszás     | Darnyi Tamás Újpesti Dózsa                                         | 2:06,76  | Horváth Zoltán Ferencvárosi TC                                           | 2:07,34  | Szabó József Bp. Honvéd                                             | 2:07,68  |
| 400 m vegyes úszás     | Darnyi Tamás Újpesti Dózsa                                         | 4:24,97  | Szabó József Bp. Honvéd                                                  | 4:27,02  | Molnár Attila BVSC                                                  | 4:35,04  |
| 4 × 100 m gyorsváltó   | Bp. Honvéd Kovács László Ágh Norbert Kalaus Valter Szilágyi Zoltán | 3:33,84  | Dunaújvárosi Kohász Nagy Péter Salamon Péter Bene Károly Csépányi András | 3:36,48  | BVSC Szabó András Kálló István Debnár Tamás Kiss Tibor              | 3:36,58  |
| 4 × 200 m gyorsváltó   | Bp. Honvéd Ágh Norbert Szilágyi Zoltán Szabó József Kalaus Valter  | 7:40,37  | Dunaújvárosi Kohász Bene Károly Salamon Péter Nagy Péter Csépányi András | 7:54,44  | BVSC Tóth Dusán Molnár Attila Szabó András Kiss Tibor               | 7:55,17  |
| 4 × 100 m vegyes váltó | BVSC Szabó András Debnár Tamás Kálló István Kiss Tibor             | 3:52,81  | Újpesti Dózsa Balajti Zoltán Güttler Károly Veszeli Gábor Darnyi Tamás   | 3:53,08  | Bp. Honvéd Deutsch Tamás Szabó József Kovács László Szilágyi Zoltán | 3:55,03  |

### Nők
| Versenyszám            | Arany                                                                          | Arany   | Ezüst                                                  | Ezüst   | Bronz                                                  | Bronz   |
| ---------------------- | ------------------------------------------------------------------------------ | ------- | ------------------------------------------------------ | ------- | ------------------------------------------------------ | ------- |
| 50 m gyorsúszás        | Varga Dóra Dunaújvárosi Kohász                                                 | 27,14   | Burián Melinda Bp. Spartacus                           | 27,18   | Thummerer Ildikó Ferencvárosi TC                       | 27,80   |
| 100 m gyorsúszás       | Varga Dóra Dunaújvárosi Kohász                                                 | 58,77   | Burián Melinda Bp. Spartacus                           | 58,94   | Ormos Edit Vasas SC                                    | 59,46   |
| 200 m gyorsúszás       | Buth Zsuzsa Bp. Spartacus                                                      | 2:05,89 | Burián Melinda Bp. Spartacus                           | 2:06,96 | Thummerer Ildikó Ferencvárosi TC                       | 2:08,41 |
| 400 m gyorsúszás       | Csabai Judit Nyíregyházi VSC                                                   | 4:18,16 | Buth Zsuzsa Bp. Spartacus                              | 4:19,43 | Berzlánovits Éva Dunaújvárosi Kohász                   | 4:25,75 |
| 800 m gyorsúszás       | Buth Zsuzsa Bp. Spartacus                                                      | 8:51,50 | Kovács Rita Nyíregyházi VSC                            | 9:01,52 | Berzlánovits Éva Dunaújvárosi Kohász                   | 9:04,10 |
| 50 m hátúszás          | Szabó Tünde Nyíregyházi VSC                                                    | 30,37   | Tolnai Sára Vasas SC                                   | 30,52   | Varga Dóra Dunaújvárosi Kohász                         | 30,87   |
| 100 m hátúszás         | Szabó Tünde Nyíregyházi VSC                                                    | 1:05,21 | Tolnai Sára Vasas SC                                   | 1:05,52 | Varga Dóra Dunaújvárosi Kohász                         | 1:05,54 |
| 200 m hátúszás         | Szabó Tünde Nyíregyházi VSC                                                    | 2:19,51 | Gál Franciska Ferencvárosi TC                          | 2:20,44 | Tolnai Sára Vasas SC                                   | 2:20,96 |
| 50 m mellúszás         | Kovács Judit Pécsi MSC                                                         | 34,28   | Pohl Anett BVSC                                        | 34,37   | Sütő Mónika Debreceni Dózsa                            | 35,81   |
| 100 m mellúszás        | Pohl Anett BVSC                                                                | 1:13,68 | Kovács Judit Pécsi MSC                                 | 1:14,17 | Gulyás Andrea Bp. Honvéd                               | 1:16,99 |
| 200 m mellúszás        | Pohl Anett BVSC                                                                | 2:35,40 | Kovács Judit Pécsi MSC                                 | 2:36,99 | Gulyás Andrea Bp. Honvéd                               | 2:48,14 |
| 50 m pillangóúszás     | Ormos Edit Vasas SC                                                            | 29,48   | Csizmadia Mariann Gyulai SE                            | 29,75   | Schulze Renáta Bp. Spartacus                           | 29,82   |
| 100 m pillangóúszás    | Füri Csilla BVSC                                                               | 1:04,24 | Thummerer Ildikó Ferencvárosi TC                       | 1:04,54 | Schulze Renáta Bp. Spartacus                           | 1:04,88 |
| 200 m pillangóúszás    | Buth Zsuzsa Bp. Spartacus                                                      | 2:18,43 | Füri Csilla BVSC                                       | 2:19,82 | Zsigmond Réka Nyíregyházi VSC                          | 2:20,63 |
| 200 m vegyes úszás     | Gál Franciska Ferencvárosi TC                                                  | 2:21,87 | Pohl Anett BVSC                                        | 2:22,51 | Varga Dóra Dunaújvárosi Kohász                         | 2:23,86 |
| 400 m vegyes úszás     | Gál Franciska Ferencvárosi TC                                                  | 4:58,39 | Pohl Anett BVSC                                        | 5:03,35 | Csabai Judit Nyíregyházi VSC                           | 5:04,47 |
| 4 × 100 m gyorsváltó   | Bp. Spartacus Buth Zsuzsa Balyi Györgyi Schulze Renáta Burián Melinda          | 4:00,27 | KSI Eleki Krisztina Kemény Petra Árkai Dóra Nagy Tünde | 4:00,89 | Vasas SC Petrányi Bea Rózsa Dóra Fáy Zita Ormos Edit   | 4:19,59 |
| 4 × 200 m gyorsváltó   | Bp. Spartacus Balyi Györgyi Buth Zsuzsa Pécsi Nikolett Burián Melinda          | 8:42,88 | KSI Kemény Petra Nagy Tünde Kozma Barbara Árkai Dóra   | 8:53,96 | Vasas SC Petrányi Bea Rózsa Dóra Fáy Zita Ormos Edit   | 9:13,43 |
| 4 × 100 m vegyes váltó | Bp. Spartacus Egerszegi Krisztina Kronberg Klára Schulze Renáta Burián Melinda | 4:30,74 | Vasas SC Tolnai Sára Fáy Zita Ormos Edit Petrányi Bea  | 4:36,72 | KSI Nagy Tünde Eleki Krisztina Kemény Petra Árkai Dóra | 4:38,11 |

## Csúcsok
A bajnokság során az alábbi csúcsok születtek:
| Esemény                        | Idő     | Név             | Csapat          | Csúcs                      |
| ------------------------------ | ------- | --------------- | --------------- | -------------------------- |
| Férfi 50 méteres gyorsúszás    | 24,60   | Kálló István    | BVSC            | Országos felnőtt           |
| Férfi 50 méteres gyorsúszás    | 24,63   | Gál Tibor       | Ferencvárosi TC | Országos ifjúsági          |
| Férfi 100 méteres gyorsúszás   | 52,57   | Szilágyi Zoltán | Bp. Honvéd      | Országos felnőtt           |
| Férfi 100 méteres gyorsúszás   | 52,90   | Kalaus Valter   | Bp. Honvéd      | Országos ifjúsági          |
| Férfi 200 méteres gyorsúszás   | 1:51,18 | Ágh Norbert     | Bp. Honvéd      | Országos felnőtt, ifjúsági |
| Férfi 50 méteres pillangóúszás | 26,17   | Darnyi Tamás    | Újpesti Dózsa   | Országos felnőtt           |
| Férfi 50 méteres mellúszás     | 29,82   | Debnár Tamás    | BVSC            | Országos ifjúsági          |
| Férfi 100 méteres mellúszás    | 1:03,68 | Debnár Tamás    | BVSC            | Országos ifjúsági          |
| Női 50 méteres pillangóúszás   | 30,07   | Schulze Renáta  | Bp. Spartacus   | Országos gyermek, úttörő   |
| Női 50 méteres pillangóúszás   | 29,82   | Schulze Renáta  | Bp. Spartacus   | Országos gyermek, úttörő   |
| Női 200 méteres pillangóúszás  | 2:18,43 | Buth Zsuzsa     | Bp. Spartacus   | Országos gyermek           |
| Női 200 méteres mellúszás      | 2:35,40 | Pohl Anett      | BVSC            | Országos felnőtt, ifjúsági |